# Artur Dziak
Artur Dziak (ur. 20 stycznia 1933 w Warszawie) – polski lekarz, specjalista w zakresie ortopedii i medycyny sportowej, profesor nauk medycznych.

## Życiorys
W 1956 ukończył studia na Wydziale Lekarskim Akademii Medycznej w Warszawie. W 1969 uzyskał stopień naukowy doktora, habilitował się w 1975. W 1989 otrzymał tytuł profesora nauk medycznych. Pracował początkowo jako asystent w Klinice Chirurgii Urazowo-Ortopedycznej Studium Doskonalenia Lekarzy w Warszawie. W latach 1962–1963 był konsultantem w wietnamskim szpitalu w miejscowości Sa Pa. Po powrocie do Polski został zatrudniony w Klinice Ortopedycznej Akademii Medycznej w Warszawie. W latach 1977–1979 był pracownikiem naukowym libijskiego Uniwersytetu El Fatah w Trypolisie. Od 1980 związany z Kliniką Ortopedii i Rehabilitacji Akademii Medycznej w Warszawie, która kierował do 2003. W 1982 objął stanowisko docenta, w 1989 profesora nadzwyczajnego, a w 1995 profesora zwyczajnego. Został później wykładowcą Podkowiańskiej Wyższej Szkoły Medycznej im Zofii i Jonasza Łyko.
Powoływany w skład rad naukowych licznych periodyków branżowych, tj. „Medycyna Sportowa”, „The Hand”, „Archivos de Medicina del Deporte”, „Sport et Medecine”, „Medicina Sportiva”, „Rehabilitacja Medyczna” i innych. Był zastępcą redaktora naczelnego PZWL (1968–1972) i wiceprezesem Polskiego Związku Pływackiego (1970–1972), w 2005 został członkiem Komisji Medycznej Polskiego Komitetu Olimpijskiego. W latach 1987–1990 pełnił funkcję wiceprezesa, a następnie do 1993 prezesa Polskiego Towarzystwa Medycyny Sportowej. Współtworzył Polskie Towarzystwo Walki z Kalectwem oraz Polską Unię Pisarzy Medyków. Został członkiem honorowym Polskiego Towarzystwa Ortopedycznego i Traumatologicznego (2003) oraz Polskiego Towarzystwa Medycyny Sportowej (2004).
Autor, współautor i redaktor licznych publikacji naukowych i popularnonaukowych, a także tłumacz książek medycznych. Jako autor lub współautor wydał m.in. książki Propedeutykę ortopedii (1970), Bóle krzyża (1979), Badanie radiologiczne w ortopedii (1973), Traumatologię narządu ruchu (1985), Bolesny bark (1998), Zdrowe dziecko (1998), Urazy i uszkodzenia w sporcie (2000).
Odznaczony Krzyżem Kawalerskim (1986) i Krzyżem Oficerskim (2003) Orderu Odrodzenia Polski, a także odznaczeniami wietnamskimi.